# Onicotilomania
A onicotilomania é uma neurose compulsiva na qual uma pessoa constantemente lesiona ou tenta arrancar as próprias unhas. Não é o mesmo que onicofagia, onde as unhas são roídas ou mastigadas, ou dermatilomania, onde a pele é mordida ou arranhada.
É comumente associada a transtornos psiquiátricos, como a neurose depressiva, delírios de infestação e hipocondria.
Foi nomeada por Jan Alkiewicz, um dermatologista polaco.
A destruição constante do leito ungueal leva à onicodistrofia, paroníquia e escurecimento da unha.
Alguns casos têm sido bem-sucedidamente tratados com antipsicóticos.
Uma solução barata sugerida pelos pesquisadores é cobrir a prega ungueal proximal com uma cola de cianoacrilato. "O mecanismo de ação para melhoria está provavelmente relacionado à presença de um obstáculo para o lesionamento ou arranque das unhas."